# Muur Classic Geraardsbergen
Muur Classic Geraardsbergen ist ein Straßenradrennen für Männer in Belgien.
Das Eintagesrennen wurde erstmals im Jahr 1912 ausgetragen und war mit Unterbrechungen bis 2022 ein Rennen des nationalen Kalenders. Erster Sieger war Aloïs Persijn. Seit der Saison 2023 steht das Rennen im Rennkalender der UCI und ist in die Kategorie 1.1 eingestuft. Die Strecke führt auf einem profilierten Rundkurs, der mehrfach absolviert werden muss, mit mehreren kurzen, steilen Anstiegen durch den südlichen Teil der Provinz Ostflandern mit Start und Ziel in Geraardsbergen. Dabei ist in jeder Runde auch die namensgebende Mauer von Geraardsbergen (Muur van Geraardsbergen) zu überwinden.

## Palmarès
| Jahr | Sieger          | Zweiter                    | Dritter         |
| ---- | --------------- | -------------------------- | --------------- |
| 2023 | Filippo Magli   | Harry Birchill             | Peter Schulting |
| 2024 | Jenno Berckmoes | Tobias Halland Johannessen | Fabio Christen  |
| 2025 |                 |                            |                 |